# Schalwagen

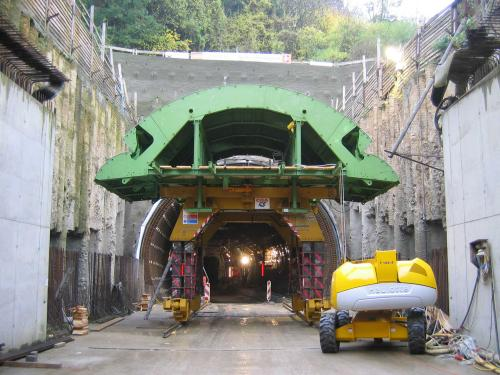
Schalwagen beim Tunnelbau

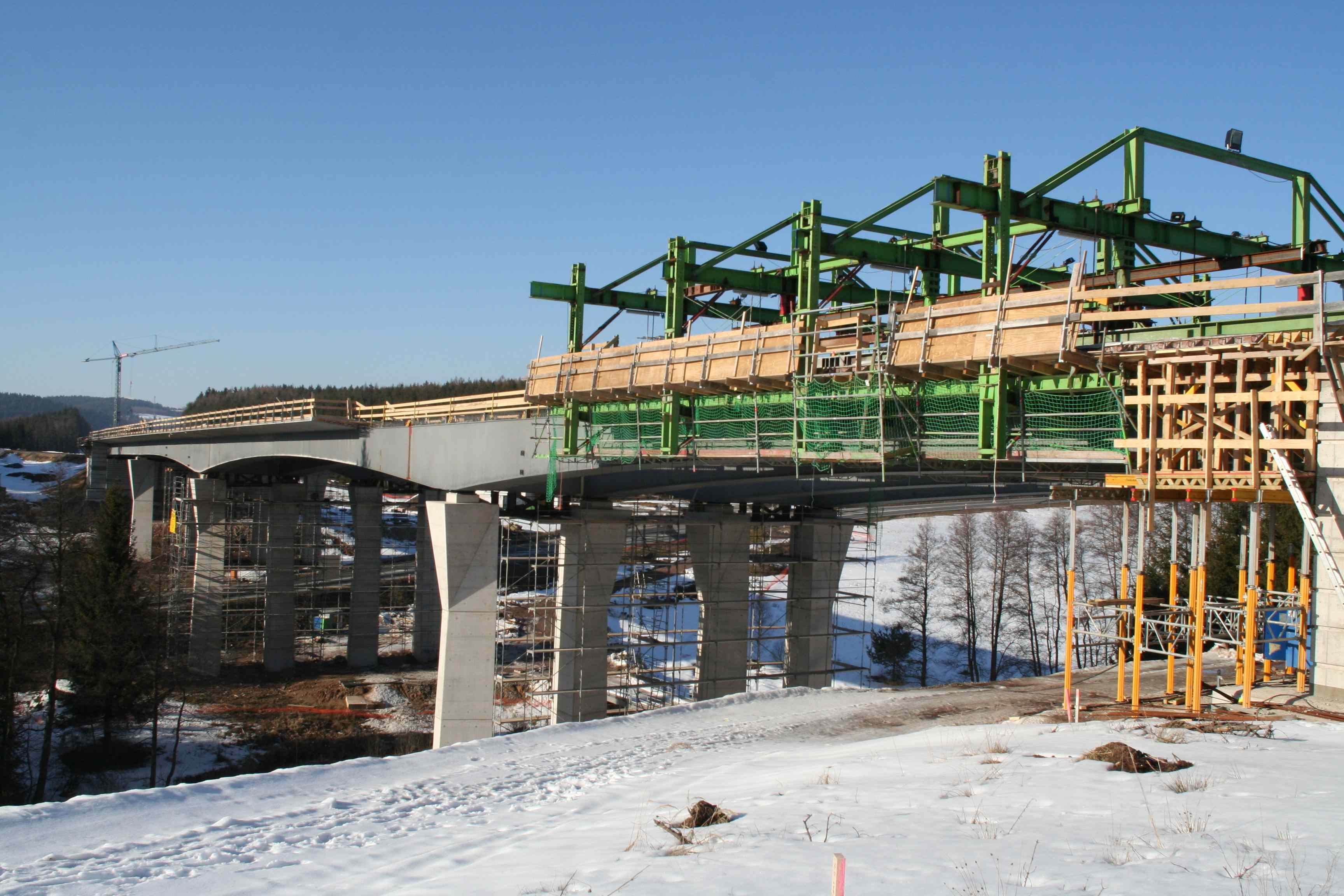
Schalwagen beim Brückenbau

Ein Schalwagen ist eine transportable, fahrbare Schalungs-Einheit zur Herstellung von Stahlbeton-Bauteilen, die ein über weite Strecken gleichbleibendes Profil aufweisen. Dies sind zum Beispiel Innenschalen und Wände bei Tunneln oder lang durchlaufende Fahrbahnträger bei Brücken.
Mit Schalwagen werden Bauteile in Gleitbauweise hergestellt, ähnlich der beim Bau hoher turmartige Bauwerke eingesetzten Gleitschalungen: Bei beiden wird das Betonbauteil in kontinuierlicher Arbeitsweise hergestellt. Der Bauablauf – bestehend aus Bewehren, Schalen und Betonieren mit Ortbeton – wird nach kurzer Zeit an nachgerückter Position wiederholt.
Den mit Schalwagen hergestellten Bauteilen aus Ortbeton stehen selbige aus Betonfertigteilen (z. B. aus Tübbingen) gegenüber.
Schalwagen können für Reprofilierungs-, Abdichtungs-, Bewehrungs- und Betonarbeiten ausgelegt sein. Beim Tunnelbau gibt es sehr lange Einheiten (sogenannte Würmer), in denen gleichzeitig der Zugverkehr hindurch fahren kann. So wurden beim Bau des Gotthard-Basistunnels in der Schweiz 600 m lange Schalwagen eingesetzt.